# Zoids Wild
Zoids Wild (яп. ZOIDS ゾイド ワイルド Дзойдо Вайрудо, Дикие Зоиды) — аниме-сериал, основанный на наборах моделей Zoids компании Takara Tomy. Это пятое аниме в серии Zoids. Оно является частью кросс-медийного перезапуска франшизы, включающего новую линейку игрушек, мангу и игру для Nintendo Switch, нацеленного в основном на мальчишек 10-12 лет.

## Сюжет
Десятки тысяч лет назад на землю прибыли инопланетные существа с механическими телами — «зоиды» — напоминающие по форме различные биологические организмы. Несмотря на нахождение на вершине пищевой цепочки, вследствие неизвестных обстоятельств все они оказались погружены в анабиоз глубоко под землёй, но были обнаружены людьми. Вскоре было выяснено, что эти существа способны синхронизироваться с чувствами управляющих ими пилотов и использоваться в качестве боевых машин.

## Персонажи
Араси (яп. アラシ Араси) — лидер команды Freedom.
Сэйю: Кэнсё Оно
Бэкон (яп. ベーコン Бэ:кон) — лидер команды Supreme.
Сэйю: Такахиро Сакураи
Пэннэ (яп. ペンネ Пэннэ) — член команды Freedom.
Сэйю: Комацу Умико
Гёдза (яп. ギョーザ Гё:дза) — член команды Freedom.
Сэйю: Субару Кимура

## Медиа

### Манга
Манга авторства Моритя выходила ежемесячно в журнале CoroCoro Comic издательства Shogakukan с апреля 2018 по май 2019 года.
| № | Дата публикации | ISBN                   |
| - | --------------- | ---------------------- |
| 1 | 28 августа2018  | ISBN 978-4-09-142760-1 |
| 2 | 28 декабря 2018 | ISBN 978-4-09-142838-7 |
| 3 | 28 июня 2019    | ISBN 978-4-09-142899-8 |

Сиквел к ней того же автора начал публиковаться с сентября 2019 года в Monthly Coro Coro Comics. Выпуск манги завершился в октябре 2020 года.
| № | Дата публикации | ISBN                   |
| - | --------------- | ---------------------- |
| 1 | 27 декабря 2019 | ISBN 978-4-09-143136-3 |
| 2 | 26 июня 2020    | ISBN 978-4-09-143203-2 |

С декабря 2020 года начало выходить следующее продолжение — Zoids Wild 2+. Её последняя глава выпущена в августовском номере Monthly Coro Coro Comics издательства Shogakukan. Её единственный том выходит 28 июля 2021 года.

### Аниме
Wild транслировалось через Mainichi Broadcasting System и Tokyo Broadcasting System с 7 июля 2018 до 29 июня 2019 года. Вдохновленный мангой Моритя, сериал был создан на студии OLM, режиссёром является Норихико Судо, сценаристом — Мицутака Хирота.
1 октября 2018 года стало известно, что Hasbro планирует выпустить Zoids Wild в Северной Америке, а Hasbro Studios (ныне Allspark) лицензирует аниме и дублирует его на английский. Изначально названием в переводе должно было стать Zoids: Build Them to Life., но затем оно было изменено на просто Zoids, пока в конце концов не было решено выпускать под оригинальным названием. Дубляжом аниме занимается студия Ocean Productions. Аниме вышло на Netflix 14 августа 2020 года.
Второй сезон сериала под названием Zoids Wild Zero использует полностью новых героев и историю. Режиссёром стал Такао Като, сценаристом — Кэнъити Араки. Его трансляция началась 4 октября 2019 года на телеканале TV Tokyo. 22 мая 2020 года было сообщено о задержке выхода дальнейших серий из-за пандемии COVID-19, трансляция продолжилась 19 июня 2020 года.
В сентябре 2020 года был анонсирован Zoids Wild Senki, CG-анимированный сериал, начавший выходить с 17 октября 2020 года на YouTube-каналах CoroCoro и Takara Tomy.

### Игры
Аркадная игра под названием Zoids Wild: Battle Card Hunter (яп. ゾイドワイルド バトルカードハンター Zoido Wairudo: Batoru Kādo Hantā) была выпущена Takara Tomy в Японии 24 января 2019 года. После вышла экшен-игра для Nintendo Switch Zoids Wild: King of Blast (яп. ゾイドワイルド キング オブ ブラスト Zoido Wairudo: Kingu Obu Burasuto), разработанная Eighting. Её релиз состоялся 28 февраля 2019 года. Outright Games выпустит её как Zoids Wild: Blast Unleashed 16 октября 2020 года в Австралии, Европе и Северной Америке. Третья игра в серии — Zoids Wild: Infinity Blast. Она планируется к выпуску в Японии 26 ноября 2020 года.